# Idaea hornigaria
Idaea hornigaria là một loài bướm đêm trong họ Geometridae.